# Cantó de Nivillers
El cantó de Nivillers és un cantó francès del departament de l'Oise, situat al districte de Beauvais. Té 20 municipis i el cap és Nivillers.

## Municipis
- Bailleul-sur-Thérain
- Bonlier
- Bresles
- Le Fay-Saint-Quentin
- Fontaine-Saint-Lucien
- Fouquerolles
- Guignecourt
- Haudivillers
- Juvignies
- Lafraye
- Laversines
- Maisoncelle-Saint-Pierre
- Nivillers
- Oroër
- Rochy-Condé
- Therdonne
- Tillé
- Troissereux
- Velennes
- Verderel-lès-Sauqueuse

## Història
| Data d'elecció                           | Identitat       | Partit           | Qualitat |
| ---------------------------------------- | --------------- | ---------------- | -------- |
| 1945-1988                                | Maurice Segonds | SFIO, després PS |          |
| 1988-                                    | Yves Rome       | PS               |          |
| les dades anteriors no són pas conegudes |                 |                  |          |
|                                          |                 |                  |          |

## Demografia
| A partir de 1990: Població sense dobles comptes |